# Institut universitaire du cancer de Toulouse Oncopole
Situé sur le campus de l'Oncopole, l'Institut universitaire du cancer de Toulouse Oncopole (IUCT-O) est un établissement constitué de l'Institut Claudius Regaud, centre de lutte contre le cancer et des services d'oncologie du CHU de Toulouse.

## Géographie
Situé au sud de Toulouse dans le quartier de Lafourguette sur le site de l'explosion de l'usine AZF de 2001, devenu site de l'oncopole, entre la route d'Espagne et la Garonne.

### Accès
Accès avec les transports en commun de Toulouse, Tisséo lignes L5, 3111352117. Il est aussi desservit par le Téléphérique de Toulouse Téléo, station Oncopole - Lise Enjalbert depuis le 14 mai 2022.
La Gare de Gallieni-Cancéropôle est située à quelques centaines de mètres du site.

## Histoire
L'IUCT Oncopole a accueilli ses premiers patients en mai 2014. Il a été inauguré le 10 octobre 2014 par le Premier ministre Manuel Valls,.
En 2020 il obtient le label d’excellence : NCI-designated Cancer Center, et primé dans les palmarès Le Point 2020 pour le traitement de 9 pathologies dans 3 spécialités médicales.

## Description
Il regroupe 1 400 professionnels de la cancérologie sur le site qui s'étend sur 78 000 m², dont 44 000 m² d'espaces verts.
Trois missions lui sont confiées : soigner, chercher et enseigner.
L'IUCT Oncopole fonctionne en complémentarité avec les deux autres sites hospitaliers du CHU assurant des activités en oncologie : IUCT-Rangueil/Larrey et IUCT Purpan. Avec les acteurs publics et privés, cette offre de soins publique et toulousaine s’intègre dans une nouvelle organisation régionale de la cancérologie en Midi-Pyrénées : l’Institut Universitaire du Cancer de Toulouse (IUCT),.

## Soins
- 70 000 consultations par an
- 2 500 patients traités en radiothérapie par an
- 306 lits et places[11].
- 7 blocs opératoires de chirurgie
- 6 accélérateurs de radiothérapie

## Recherche
- 2 130 publications
- 13 % de patients inclus dans un essai clinique
- 18 équipes de recherche fondamentale[12].